# VTJ Dukla Brezno
VTJ Dukla Brezno (celým názvem: Vojenská telovýchovná jednota Dukla Brezno) byl slovenský vojenský fotbalový klub z Brezna, který vznikl v srpnu roku 1958 převelením z VTJ Dukla Trenčín.
Vojenský klub převzal druholigovou příslušnost po svém předchůdci a udržel ji po celou dobu své existence (1958/59, 1959/60, 1960/61 a 1961/62). Nejlepším umístěním bylo dvakrát třetí místo z první a poslední sezony klubu. Po skončení ročníku 1961/62 byl oddíl převelen do VTJ Dukla Komárno.

## Historické názvy
Zdroj: 
- 1958 – VTJ Dukla Brezno (Vojenská telovýchovná jednota Dukla Brezno)
- 1962 – zánik převelením do VTJ Dukla Komárno

## Umístění v jednotlivých sezonách
Stručný přehled
Zdroj: 
- 1958–1960: 2. liga – sk. B
- 1960–1962: 2. liga – sk. C
- 1986–1987: Divize – sk. Střed "B"

Jednotlivé ročníky
Zdroj: 
Legenda: Z - zápasy, V - výhry, R - remízy, P - porážky, VG - vstřelené góly, OG - obdržené góly, +/- - rozdíl skóre, B - body, červené podbarvení - sestup, zelené podbarvení - postup, fialové podbarvení - reorganizace, změna skupiny či soutěže
| Československo (1958 – 1987) |                        |        |    |    |   |    |    |    |     |    |        |
| Sezóny                       | Liga                   | Úroveň | Z  | V  | R | P  | VG | OG | +/- | B  | Pozice |
| 1958/59                      | 2. liga – sk. B        | 2      | 26 | 13 | 4 | 9  | 48 | 30 | +18 | 30 | 3.     |
| 1959/60                      | 2. liga – sk. B        | 2      | 26 | 12 | 4 | 10 | 48 | 48 | 0   | 28 | 6.     |
| 1960/61                      | 2. liga – sk. C        | 2      | 22 | 9  | 4 | 9  | 32 | 29 | +3  | 22 | 6.     |
| 1961/62                      | 2. liga – sk. C        | 2      | 22 | 11 | 5 | 6  | 34 | 31 | +3  | 27 | 3.     |
| ...                          |                        |        |    |    |   |    |    |    |     |    |        |
| 1986/87                      | Divize – sk. Střed "B" | 4      | 30 | 3  | 5 | 22 | 28 | 72 | -44 | 11 | 16.    |